# Robert Downey Sr.
Robert John Downey (New York-Manhattan, 1936. június 24. – New York-Manhattan, 2021. július 7.) amerikai filmrendező és színész. Robert Downey Jr. édesapja.

## Élete
Robert John Elias Jr. a New York-i Manhattan kerületében született Elizabeth és Robert Elias Sr. fiaként, aki motelek és éttermek vezetésével foglalkozott. Apai nagyszülei litván zsidók voltak, míg édesanyjának (Betty McLauchlen) félig magyar zsidó, félig ír felmenői voltak. A New York-i Rockville Centre-ben nőtt fel. A vezetéknevét Downey-ra változtatta (mostohaapja, James Downey után), amikor kiskorúként be akart vonulni az Egyesült Államok hadseregébe. Downey később azt mondta, hogy a hadseregben töltött ideje alatt írt egy kiadatlan regényt, bár katonai pályafutása nagy részét "a zárkában" töltötte.

## Magánélete
Downey háromszor volt házas. Első házassága Elsie Ann Downey (született Ford; 1934-2014) színésznővel volt, akitől két gyermeke született: Allyson Downey színésznő-író (szül. 1963) és Robert Downey Jr. színész (szül. 1965). A házasság 1975-ben válással végződött. Második házassága Laura Ernst színésznő-írónővel 1994. január 27-én bekövetkezett haláláig tartott, amit amiotrófiás laterálszklerózis okozott. 1998-ban vette el harmadik feleségét, Rosemary Rogers humoristát, a Saints Preserve Us! és egyéb könyvek társszerzőjét. New Yorkban éltek.
Downey 2021. július 7-én, 85 éves korában halt meg manhattani otthonában, miután több mint öt éve Parkinson-kórban szenvedett.

## Filmográfia

### Színészként
- Alkonyzóna (1985) (filmrendező is)
- Élni és meghalni Los Angelesben (1985)
- Mozgó célpont (1988)
- Johnny, a tökéletes (1988)
- 1st & Ten (1988-1989)
- San Francisco-i történetek (1993)
- Hejjj, Cézár! (1994)
- Hajsza a Nap nyomában (1996)
- Magnólia (1999)
- Segítség, apa lettem! (2000)
- Hogyan lopjunk felhőkarcolót? (2011)

### Filmrendezőként
- Parádés páros (1987)
- Marha nagy kalamajka (1990) (forgatókönyvíró is)
- Pancsolj, pancser! (1997) (forgatókönyvíró is)